# Luc Adriaens
Luc Adriaens, ou Adriaenssone, est un peintre, né à Anvers, mort vers 1493.

## Biographie
Cet artiste a été regardé par quelques biographes comme ayant exercé l’état de verrier ou, au moins, de peintre sur verre. Cette erreur a eu pour cause première le passage mal interprété d’un compte de l’église de Saint-Brice de Tournai : il ne s’y agit, en effet, que des patrons ou dessins de verrières et non des verrières mêmes qu’aurait exécutées Luc Adriaens.
Luc Adriaens, ou Adriaenssone, probablement frère de Jean Adriaens, dit Soutman, bourgeois d’Anvers et orfèvre, qui avait pour femme Barbe Vander Berct, fut admis comme franc-maître dans la gilde de Saint-Luc de sa ville natale en 1459. Il exerça, à cinq reprises, les fonctions très-honorées de doyen de cette corporation, nommément en 1469, 1472, 1475, 1480 et 1483. Ces distinctions réitérées, dont jamais autre artiste ne fut si souvent investi, prouvent la haute estime que lui portaient ses confrères.
Sous son décanat de 1480, on forma, au sein de la gilde, une chambre de rhétorique, nommée de Violiere, le Violier ou la Violette, dont les membres remportèrent dès la même année, à un Landjuweel ouvert à Louvain, deux prix consistant en deux plateaux d'argent. Cette institution littéraire, née sous son patronage, eut une existence des plus brillantes durant le XVIe siècle, et la gilde lui dut sa glorieuse devise: Wt ionsten versaemt.
Luc Adriaens forma plusieurs élèves, dont le Liggere d'Anvers nous a conservé les noms : Michel Floris, reçu dans l'atelier du maître en 1470 ; Henri Vander Voert, en même temps que Guillaume Daneels, en 1472, et Guillaume van Kessele, admis en 1484.
Dans un acte passé par-devant les échevins d’Anvers, le 25 octobre 1479, cet artiste figure, avec les peintres maîtres Liévin van Lathem (le vieux), Jean Snellaert et Jean Mertens (le jeune), au nombre des anciens (ouders) de la gilde de Saint-Luc, qui, avec les doyens Jean Croeck et Jean van Wouwe, empruntent au sculpteur Barthélemy van Raephorst une certaine somme d’argent, pour laquelle ils donnent en garantie les propriétés de la corporation.
La date du décès du peintre doit être fixée vers 1493. Le 19 janvier de cette année, Marguerite Volckerick se qualifiait déjà de veuve de Luc Adriaens le peintre (« wedewe wilen Lucas Adriaens, schildere »).
En décédant, il fit un don ou legs de cinq escalins de Brabant à l’église de Notre-Dame, témoignage de l’intérêt que l’artiste portait à l’édifice qu’en 1467, ses pinceaux avaient aidé à embellir. Ce legs fut payé à l’église en 1495.
Outre les travaux de peinture et de dorure qu’il exécuta à Anvers, Luc Adriaens est mentionné dans Les Ducs de Bourgogne, par le comte de La Borde, comme ayant coopéré aux célèbres Entremets de Bruges.
Il est également réputé pour avoir fait les dessins des vitraux de l'église Saint-Brice, à Tournai.

## Source
- Chev. L. de Burbure, Biographie nationale de Belgique, vol. 1, Académie royale des sciences, des lettres et des beaux-arts de Belgique, 1866 (lire en ligne), « ADRIAENS, Luc »